# 公孙龙子
《公孙龙子》是战国后期思想家公孙龙的著作。《汉书·艺文志》记载了《公孙龙子》14篇，现仅存6篇；其中第一篇《迹府》为后人记述的有关公孙龙的事迹生平，其余五篇则被公认为公孙龙的作品。其中《白马论》所提出的“白马非马”论，以及《坚白论》所提出的“离坚白”的两个命题，是公孙龙思想的精华。除去以上两篇，还有《指物论》（讨论事物的概念或名称与事物本身的关系）、《通变论》（讨论运动变化）以及《名实论》（讨论名与实）。关于为《公孙龙子》注释的书籍，有宋人谢希深注，清人陈澧的《公孙龙子注》和多种近人的注释。